# Smalrörbock
Smalrörbock (Donacia simplex) är en skalbaggsart som beskrevs av Fabricius 1775. Den ingår i släktet rörbockar och familjen bladbaggar.

## Beskrivning
En liten, avlång skalbagge med en längd på 6,5 till 9,5 mm. Kroppen är rödbrunt till grönaktigt metallisk, utan några färgskiftningar. Antennerna och benen är övervägande rödbruna, men den övre delen av de främre skenbenen är i regel ljus. Täckvingarna, som har en trubbig till lätt urnupen bakspets, är något ojämna.

## Utbredning
Utbredningsområdet omfattar Europa och Nordafrika österut till östra Sibirien och Kina. I Sverige finns arten i hela Götaland och Svealand, samt i främst östra Norrland. I Finland förekommer den i de södra delarna av landet, med en ungefärlig nordgräns vid landskapen Egentliga Tavastland och Päijänne-Tavastland. Arten förekommer även i övriga Norden och i de baltiska staterna. Den är livskraftig i både Finland och Sverige.

## Ekologi
Artens livsmiljö är företrädesvis näringsrika sjöar och lugnflytande vattendrag.
De vuxna skalbaggarna ses ofta på blad av igelknoppsarter, främst under maj till juli. De livnär sig även av växternas blad. Larverna lever under vatten på rötterna till samma växter.